# Которская епархия

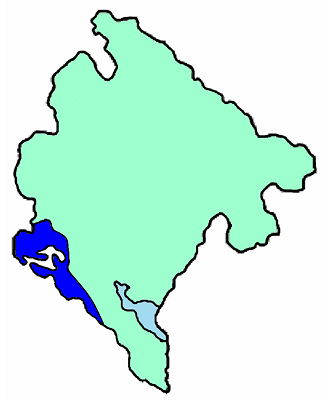
Карта Черногории
Диоцез Котора
Архидиоцез Бара

Епархия Котора (лат. Dioecesis Catharensis, хорв. Kotorska biskupija) — диоцез (епархия) Римско-католической церкви в Которском заливе (Черногория), ведущий свою историю с X века.
Которский диоцез является суффраганным по отношению к хорватской архиепархии Сплит-Макарска (резиденция архиепископа находится в Сплите), в отличие от остальной территории Черногории, которая находится в ведении примаса Сербии архиепископа Бара.
Территория диоцеза охватывает муниципальные округа Котора (местопребывание епископа), Тивата, Херцег-Нови и Будвы. Эта область совпадает с территорией провинции «Албания Венета» Венецианской республики, которая правила здесь с 1420 по 1797 и где государственной религией было католичество.
Согласно некоторым оценкам, из 97 500 жителей этого региона около 6 500 считают себя католиками.
Кафедральный собор епархии, собор Святого Трифона, расположен в Которе. Сокафедральный собор Святого Иоанна Крестителя находится в Будве.
На сегодняшний день пост епископа занимает Илия Янич (хорв. Ilija Janjić).